# Silvio Griggio
Silvio Griggio (Vicenza, 28 maggio 1906 – Vicenza, 18 luglio 1980) è stato un dirigente sportivo e calciatore italiano, di ruolo centrocampista o difensore.

## Biografia
Era il più giovane dei tre fratelli Griggio e per questo motivo era sempre indicato come Griggio III.
Legò il suo nome per tutta la carriera agonistica a quello del L.R. Vicenza, diventandone una bandiera degli anni venti e trenta, giocando insieme ai due fratelli Gaetano (I) e Umberto (II).

## Caratteristiche tecniche
Giocò come ala prima e terzino poi.

## Carriera

### Giocatore
Cresciuto in Corso San Felice a Vicenza, poco distante dal vecchio stadio, da ragazzino frequentava il campo della squadra biancorossa dove gli era permesso giocare in cambio di qualche piccola prestazione manuale (come livellare il terreno e ricoprire le buche con la carbonina) sotto il controllo di Gino Vallesella che presenziava poi alle partitelle.
Arrivò poi a giocare in prima squadra: il suo esordio avvenne il 22 febbraio 1925 contro la Triestina nel campionato di Seconda Divisione. La partita si concluse 4-1 per i berici e Griggio, schierato all'ala destra come per buona parte della sua carriera, coronò l'esordio con una rete.
Diventò ben presto titolare della squadra, ricoprendo vari ruoli di centrocampo e d'attacco, e ottenendo la promozione del Vicenza nel campionato del 1930.
Subito dopo quella promozione iniziò a giocare più arretrato, come terzino destro. Giocò quindi in Serie B insieme al giovane Umberto Menti che poi passò alla Juventus.
L'8 settembre 1935 tenne a battesimo il suo fratello minore, Romeo, che esordì fresco sedicenne (compiva gli anni pochi giorni prima, il 5) nella gara dell'inaugurazione del nuovo stadio.
Nell'ultima stagione della sua carriera giocò sulla fascia destra con davanti a sé proprio Romeo: lasciò il calcio nel 1937. In totale giocò 202 partite di campionato col Vicenza segnando oltre 30 reti.

Una formazione della Lazio 1928-1929, Griggio è in piedi primo da sinistra

### Dirigente
Dopo la Seconda guerra mondiale ricoprì la carica di Vicepresidente della società vicentina ed ebbe il compito di ricostruire lo stadio con le gradinate e il campo distrutti dai bombardamenti. Si riuscì a sistemare il campo per la ripresa dei campionati nell'autunno 1945. Un anno dopo venne eletto Presidente della società e mantenne la carica per tre anni.
Durante questo triennio il Vicenza conquistò anche un quinto posto, miglior risultato conseguito nei campionati a girone unico fino all'avvento del Real Vicenza. Uno degli ultimi atti della sua presidenza fu quello di dedicare lo stadio, dove aveva giocato in occasione della partita inaugurale 14 anni prima, a quel ragazzino che proprio quel giorno vestiva per la prima volta la maglia biancorossa: Romeo Menti. Dopo la tragedia di Superga del 4 maggio 1949 lo stadio Comunale veniva dedicato al talento vicentino. Nella tragedia Griggio perse anche un altro ex compagno di squadre, il mediano ungherese Egri Erbstein, dirigente del Torino che giocò nel Vicenza nell'annata 1925-1926.
Tornerà poi a ricoprire l'incarico di Presidente nella stagione 1951-1952, verso la fine della quale si dimise per rivestire il ruolo di direttore tecnico (e successivamente anche di Presidente) al Marzotto di Valdagno.

## Palmarès

### Giocatore
- Seconda Divisione: 2

Vicenza: 1924-1925, 1929-1930
- Prima Divisione: 1

Vicenza: 1932-1933